# قاپان‌لی (شمکور)
قاپان‌لی (به لاتین: Qapanlı) یک منطقه مسکونی در جمهوری آذربایجان است که در شهرستان شمکور واقع شده است. قاپان‌لی ۲۷۴۹ نفر جمعیت دارد.